# Acaulospora rehmii
Acaulospora rehmii är en svampart som beskrevs av Sieverd. & S. Toro 1987. Acaulospora rehmii ingår i släktet Acaulospora och familjen Acaulosporaceae.   Inga underarter finns listade i Catalogue of Life.